# Тінірау
Тінірау (Сінілау, Кінілау, Тімірау, Тінілау) — у полінезійській міфології бог моря й океану, що поповнює морські простори рибою зі своїх ставків із соленою водою, розташованих на його власному острові посеред безкрайнього моря; син Тангароа. Дружиною Тінірау є богиня місяця Гіна. У морі він набуває форми акули або кита, в небі — птаха, на землі ж — красивого чоловіка. Тінірау є володарем хвиль, із допомогою яких здатен перекидати і топити каное.

## Міфологічні сюжети
В одних міфах Тінірау та його дружину Гіну зображено як бога моря й океану та богиню місяця, відповідно, натомість у інших — як двох людей знатного походження. В будь-якому разі в кожному з цих сюжетів ідеться про те, що Гіна знаходить красеня Тінірау. Інший міф детальніше розповідає про їхнє знайомство. Одного разу Гіна попливла морем, щоб знайти Тінірау, і в цьому їй допоміг повелитель акул Текеа. Цей міф відомий у різних варіаціях: в одній з них усе завершується щасливо, а в іншій ні, бо Тінірау поводиться з Гіною жорстоко, через що вона, скориставшись допомогою свого брата Рупа, втекла.